# 산고촌 (후쿠오카현)
산고촌(三河村)은 후쿠오카현 야메군에 있던 촌이다. 현재의 야메시에 해당한다.